# VCN ExecuVision
El VCN ExecuVision fue el primer programa de presentación, propiamente dicho, para ordenador personal PC compatible. Este programa permite a los usuarios la posibilidad de manipular gráficos y textos no solo para datos empresariales, sino para todos los medios de comunicación. Fue creado por Visual Communications Network, Inc.,  

## Antecedentes
La afirmación de que fue el primero es un poco osada, teniendo en cuenta que antes de 1984 ya se sabían dibujar con un ordenador, gráficos de barras o de pastel. De hecho en 1984 existían una serie de tramas, dibujos y gráficos de aplicaciones en varias plataformas, como por ejemplo en el entorno CP/M, el programa Cromemco Slidemaster,  pero el ExecuVision fue el primero que juntó dentro de un solo paquete todos los elementos: gráficos, dibujos, animaciones, presentaciones de diapositivas, clipart, que hoy consideramos estándar en un programa de presentación.
Las ventajas de este programa se discutieron por primera vez en la revista Institute of Electrical and Electronics Engineers en marzo de 1984. Aparte de las ventajas aportadas por el VCN ExecuVision, la revista publicó imágenes creadas con el programa, ilustrando el nuevo software emergente disponible para los ordenadores personales de aquel momento.
ExecuVision estaba dirigido a los profesionales de las empresas y se anunció como un paquete gráfico completo por ordenador, siendo una novedad puesto que cuando se lanzó al público por primera vez, permitió que la gente no tuviera que hacer las presentaciones con papel, reglas, compases, tijeras y pegatinas.